# 日高造山運動

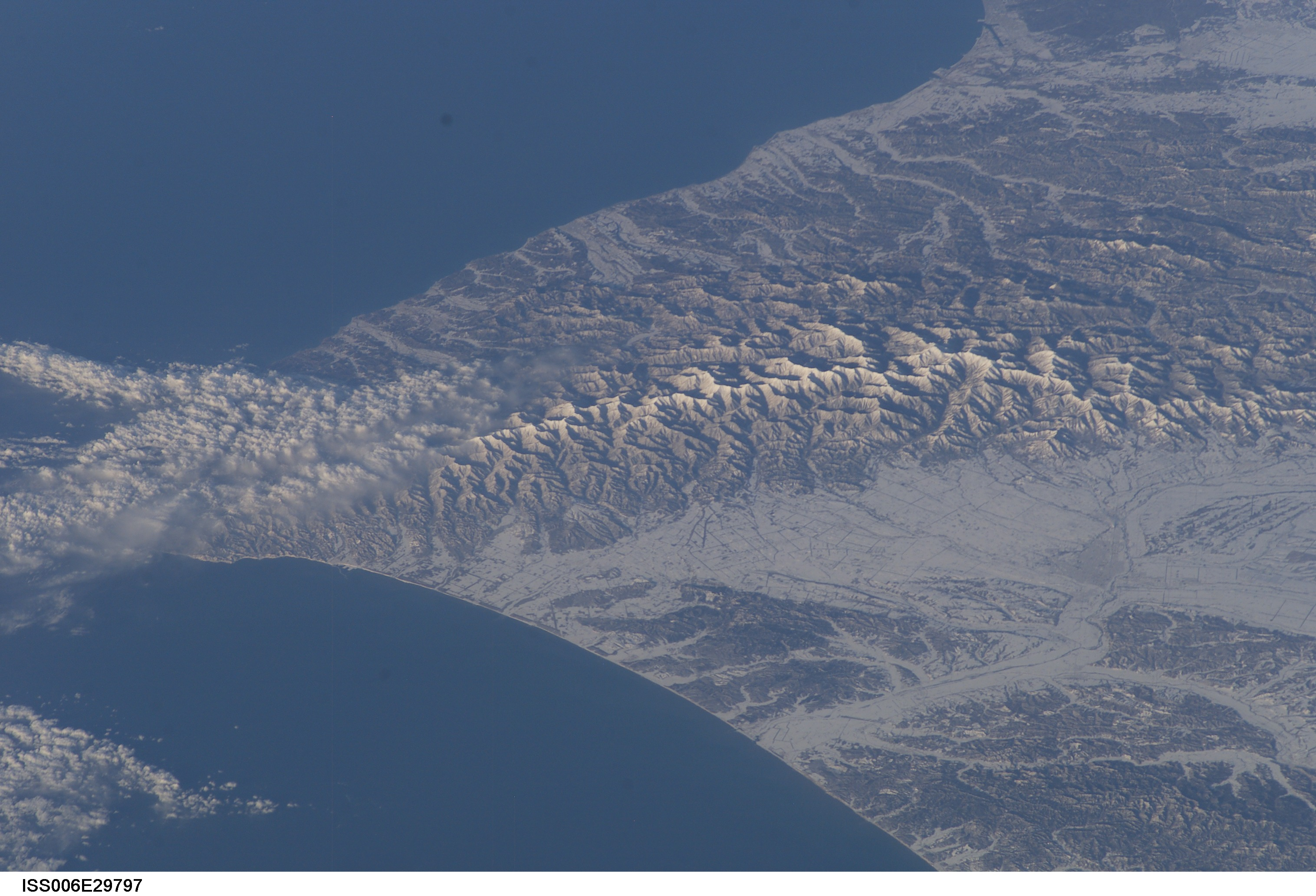
日高造山運動により形成された日高山脈

日高造山運動（ひだかぞうざんうんどう、英語: Hidaka orogeny）とは、中生代末 - 新生代第三紀に北海道中部に起こった造山運動である。アルプス造山運動の一環ともいわれる。

## 概要
北海道は千島弧と東北日本弧の会合部にあり、白亜紀以降の日高造山運動によって形成されてきた。
日高造山運動は、アルプス山脈やアンデス山脈、ロッキー山脈と同時期に隆起して現在の「日高山脈」を形成した造山運動として知られる。褶曲や変成作用・深成岩の貫入などがあった。
日高造山運動は、中生代ジュラ紀（1億5千万年前）に始まり新生代第三紀末（約150万年前）まで続いたといわれる造山運動であり、造山運動の時期がアルプス造山運動に似ていたため、日本のアルプス造山運動とみなす学者もいる。
なお、日高山脈を構成する広域変成帯は「日高変成帯」であり、山脈を構成する変成岩類は「日高変成岩」と呼ばれる。
プレートテクトニクスと付加体説に基づく解釈では、形成前の日高山脈に相当する場所は北米プレートとユーラシアプレートの境界に位置し、大西洋が拡大する過程でその反対側にある境界上でプレートの衝突が起きて山脈が生じたとされる。